# ريك كرويس
ريك كرويس (بالهولندية: Rick Kruys) (9 مايو 1985 بأوترخت في هولندا - ) هو لاعب كرة قدم هولندي في مركز الوسط. شارك مع منتخب هولندا تحت 21 سنة لكرة القدم. أما مع النوادي، فقد لعب مع نادي أوترخت ونادي إكسلسيور ونادي فولندام ونادي مالمو.

## وصلات خارجية
- ريك كرويس على موقع اتحاد السويد (السويدية)
- ريك كرويس على موقع قاعدة بيانات كرة القدم.إي يو (الإنجليزية)
- ريك كرويس على موقع Soccerway.com (الإنجليزية)